# Januciszki (rejon święciański)
Januciszki (lit. Janutiškė) – chutor na Litwie, w okręgu wileńskim, w rejonie święciańskim, w gminie Strunojcie.

## Historia
W czasach zaborów zaścianek w gminie Łyntupy, w powiecie święciańskim, w guberni wileńskiej Imperium Rosyjskiego. W 1866 roku miał 24 mieszkańców w 2 domach. W 1905 roku liczył 15 mieszkańców, 21 dziesięcin, własność Dowgiałły.
W dwudziestoleciu międzywojennym zaścianek leżał w Polsce, w województwie wileńskim, w powiecie święciańskim, w gminie Łyngmiany.
W 1931 w 3 domach zamieszkiwało 16 osób.
Miejscowość należała do parafii rzymskokatolickiej w Łyntupach. Podlegała pod Sąd Grodzki w Łyntupach i Okręgowy w Wilnie; właściwy urząd pocztowy mieścił się w Łyntupach.
Od 1945 roku w Litewskiej Socjalistycznej Republice Radzieckiej.
Od 1991 roku na niepodległej Litwie.